# Divis (Berg)

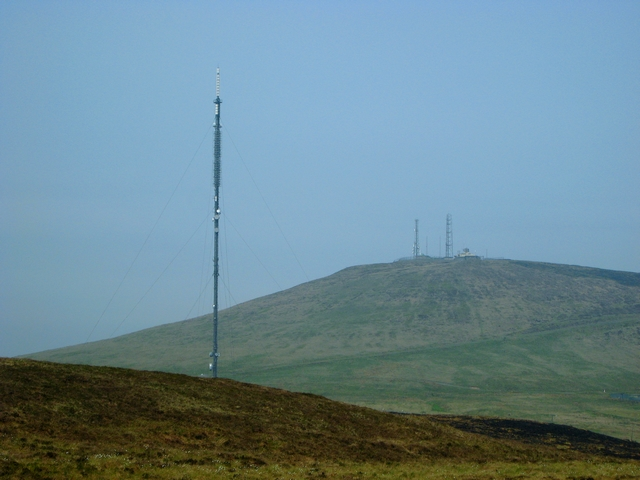
Der Divis

Der Divis (irisch Dubhais) ist ein 478 Meter hoher Berg westlich der Stadt Belfast in Nordirland. Der Berg ist überwiegend von Mooren bedeckt. Zusammen mit dem südöstlich liegenden Black Mountain prägt er den Horizont der Umgebung und bietet einen weiten Blick über die gesamte Region.
Bis zum Jahr 2005 war der Divis wegen seiner strategischen Bedeutung militärisches Sperrgebiet. Danach wurde das Gebiet an den National Trust übergeben und kann seitdem betreten werden.
Südöstlich des Gipfels befindet sich der Sender Divis, eine der wichtigsten Sendeanlagen zur Versorgung Nordirlands